# It Happens Every Spring
It Happens Every Spring ist eine US-amerikanische Filmkomödie in Schwarz-weiß aus dem Jahr 1949. Regie führte Lloyd Bacon, das Drehbuch schrieb Valentine Davies nach einem Treatment, das er aus einer Kurzgeschichte von Shirley W. Smith entwickelt hatte. Die Hauptrollen spielten Ray Milland, Jean Peters und Paul Douglas.

## Handlung
Die Studentin Deborah ‚Debbie‘ Greenleaf und ihr Chemieprofessor Vernon Simpson lieben sich. Das ist auch Debbies Vater Alfred Greenleaf, dem Leiter der Universität, nicht entgangen. Er erkundigt sich bei Professor Forsythe über Simpson. Forsythe lobt Simpson in den höchsten Tönen und plant, ihm die Leitung des neuen Forschungslabors zu übertragen. Doch jedes Frühjahr („It happens every spring“) werde Simpson zu einem zerstreuten Professor, eine Frühlingskrankheit, die allerdings bis Ende des Sommers anhalte. Forsythe weiß aber nicht, woran das liegt: Vernon Simpson ist ein glühender Baseballfan, und in dieser Zeit läuft die Saison. Vernon hat Debbie noch keinen Heiratsantrag gemacht, weil er dafür noch nicht genug verdient. Das soll sich aber bald ändern, da sein lange vorbereitetes Experiment kurz vor dem Abschluss steht, und er hofft, dass das Ergebnis viel einbringen werde. Während er Debbie seinen Versuchsaufbau zeigt, fliegt ein von Kindern geworfener Baseball durch ein Fenster und zerstört den Versuchsaufbau. Vernon wird Monate, wenn nicht Jahre, brauchen, um das Experiment zu wiederholen. Beim Aufräumen, Debbie hat das Labor inzwischen verlassen, bemerkt Vernon, dass der Baseball, der noch in den Trümmern liegt, nun von Holz abgestoßen wird. Nach ein paar Experimenten füllt er die verbliebene Flüssigkeit in eine Flasche. Am nächsten Morgen trifft er sich auf dem Baseballplatz mit Isbell und Schmidt, zwei Mitgliedern des Universitätsteams. Er kann verifizieren, dass ein mit dieser Flüssigkeit benetzter Ball unmöglich von einem Baseballschläger getroffen werden kann. Vernon nimmt sofort unbegrenzten Urlaub und fährt nach St. Louis.
Dort sucht er Jimmy Dolan, den Trainer des örtlichen Profibaseballvereins, auf und bewirbt sich als Pitcher. Dolan braucht zwar einen Pitcher, doch will er keinen, den er nicht kennt. Auch Edgar Stone, der Präsident des Vereins, glaubt nicht an Vernons Fähigkeiten, bietet ihm aber ein Probetraining an, wo er ihn von den besten Battern des Vereins demütigen lassen möchte. Auf dem Platz bekommt Vernon, der sich dort Kelly nennt, den erfahrenen Catcher Monk Lanigan zugewiesen. Keiner der Batter des Vereins kann verhindern, dass Monk die von Kelly geworfenen Bälle fängt. Stone ist begeistert, doch Lanigan zweifelt immer noch. Beim nächsten Spiel beginnen Kelly und Monk auf der Bank. Es läuft schlecht für St. Louis, bis Kelly seinen Einsatz bekommt und das Spiel für den Verein gewinnt. Nun bekommt Kelly einen Vertrag. Der Verein beauftragt Monk damit, Kelly zu beobachten; damit wird Monk ab sofort ein Zimmer mit Kelly teilen. Kelly will der Universität gegenüber verheimlichen, dass er nun professionell Baseball spielt, weil Professor Greenleaf nichts von Sport hält. Daher befürchtet er, dass seine Karriere als Wissenschaftler dadurch gefährdet wäre und er Debbie nicht heiraten können würde.
Als er in einer Zeitung liest, dass er als vermisst gemeldet wurde, schickt er Debbie ein Telegramm, in dem er sich dafür entschuldigt, sich nicht von ihr verabschiedet zu haben, und erklärt, dass er noch eine Weile wegbleiben werde. Zusammen mit diesem Telegramm bekommt Debbie einen teuren Ring von Kelly. Professor Greenleaf verdächtigt ihn daraufhin, sich einer Verbrecherbande angeschlossen zu haben. Seine Frau glaubt das zunächst nicht, ändert ihre Meinung aber, als sie das Baseballteam in einem Bahnhof sieht.
Kelly ist mittlerweile ein Star geworden, die Presse nennt ihn nun King Kelly. Monk hat inzwischen die Flasche mit der Flüssigkeit gefunden; Kelly erklärt ihm, es sei ein Haarmittel. Um sein Geheimnis zu wahren, ist Kelly zudem sehr pressescheu und verweigert jedes Foto. Eines Tages trifft er Debbie auf der Straße. Sie hat in der Zeitung von einer Bande von Juwelendieben gelesen und konfrontiert ihn mit dem Verdacht, er gehöre zu dieser Bande. Daraufhin erzählt er ihr, dass er der berühmte King Kelly sei, und lädt sie zum nächsten Spiel ein. Allerdings besucht auch Professor Greenleaf dieses Spiel als Ehrengast des Vereins. Als Kelly das bemerkt, weigert er sich zu spielen. Debbie gibt nicht auf, kommt mit einem Opernglas zum nächsten Spiel und kann Kelly als Vernon identifizieren. Als sie ihn nach dem Spiel treffen will, wird sie aber von Monk angesprochen, der sie wegen des Fotos erkennt, das Kelly immer im Zimmer stehen hat. Er bittet sie, Kelly nicht merken zu lassen, dass sie unter den Zuschauern ist, dafür werde er ihr für jedes Spiel Karten besorgen. Nach einer Weile fällt Debbies Mutter auf, dass ihre Tochter ständig auf Reisen ist und spricht sie an. So spricht sich bald an der ganzen Universität herum, dass Vernon King Kelly ist. So wird er zum Star der Universität, ohne es zu wissen. St. Louis hat dank Kelly inzwischen die Liga gewonnen und sich damit für das Endspiel qualifiziert. Vor diesem Spiel kann Kelly seine Flasche nicht finden, Monk hat sie an einen anderen Spieler als Haarmittel weitergegeben. Als Kelly sich die Flasche zurückholen will, fällt sie auf den Boden und zerbricht. Kelly kratzt alles zusammen, was er von der Flüssigkeit bekommen kann, auch aus den Haaren des Mitspielers, sodass es noch für ein paar gute Würfe reicht. Am Ende gewinnt Kelly das Spiel, indem er einen Ball mit seiner Wurfhand fängt und sich dabei so verletzt, dass er seine Sportkarriere beenden muss. Also kehrt er mit der Eisenbahn zurück an die Universität – und wird zu seiner Überraschung am Bahnhof von einer jubelnden Menge empfangen. Nun kann er Debbie heiraten. Zudem hat Stone das neue Forschungslabor unter der Bedingung finanziert, dass Vernon es leitet.

## Produktion
Die Kurzgeschichte It Happens Every Spring wurde von Shirley W. Smith, einem Vizepräsidenten der University of Michigan in Ann Arbor, geschrieben und im Sommer 1946 im Michigan Alumnus Quarterly Review veröffentlicht. 1947 erwarb Valentine Davies die Rechte und entwickelte ein Treatment daraus, das er im April 1948 für 40.000 Dollar an Twentieth Century Fox weiterverkaufte. Er schrieb daraus das Drehbuch, aber auch einen Roman, der gleichzeitig mit dem Film veröffentlicht wurde.
Der Film wurde zwischen dem 13. Dezember 1948 und dem 25. Januar 1949 gedreht. Die Baseballsequenzen wurden auf dem Wrigley Field in Los Angeles gedreht. Auch an der University of Southern California wurden Außenaufnahmen gemacht, unter anderem auf dem Bovard Field. Für das Szenenbild waren Lyle R. Wheeler und J. Russell Spencer sowie Thomas Little und Stuart A. Reiss verantwortlich. Die Kostümbildner waren Charles Le Maire und Bonnie Cashin. Die Spezialeffekte kamen von Fred Sersen.
Die Weltpremiere von It Happens Every Spring fand am 26. Mai 1949 in St. Louis statt, von einer deutschsprachigen Aufführung ist nichts bekannt. Twentieth Century Fox produzierte und vertrieb den Film.
Das Titellied It Happens Every Spring, geschrieben von Josef Myrow (Musik) und Mack Gordon (Text), hatte auch außerhalb des Films einen gewissen Erfolg, wurde im Film aber nur zur Unterlegung des Vorspanns genutzt.

## Rezeption

### Moralische Frage
Weder das Buch noch der Film It Happens Every Spring stellten sich in irgendeiner Art die Frage, ob das Verwenden der Substanz in Meisterschaftsspielen Sportbetrug sei. Dabei muss diese Frage den Produzenten des Films bewusst gewesen sein. Schließlich weigerte sich Happy Chandler als Vertreter des professionellen Baseballs, diese „Geschichte eines Betrugs“ zu unterstützen. Alle Bitten des Studios halfen nicht, genauso wenig wie das Angebot eine Vorbemerkung in den Film aufzunehmen. Diese hätte eingestanden, dass die Geschichte eine Verletzung nicht nur der Naturgesetze, sondern auch der Baseballregeln sei. Ohne die Erlaubnis Chandlers musste das Studio den Plan aufgeben, prominente Spieler und den berühmten Baseballmoderator Red Barber für den Film zu verpflichten. Zudem durften die Namen der Profivereine nicht im Film verwendet werden. Daher tragen die Spieler im Film nicht, wie allgemein üblich, Trikots mit den Vereinsnamen, sondern welche mit den Namen der Städte.
Larry Raful stellte sich die Frage in seinem Aufsatz What’s the Best Baseball Movie, der in dem Buch Baseball and Philosophy : Thinking outside the Batter’s Box veröffentlicht wurde. Er kam zu dem Ergebnis, dass Vernon betrüge. Ihn wunderte aber, dass ihn dies überhaupt nicht gestört hatte, als er sich den Film ansah. Sonst rege er sich immer laut auf, wenn von Betrug im Baseball die Rede sei. Er erklärte sich das damit, dass solche Geschichten niemals in der Realität geschehen und „direkt aus unseren Träumen kommen“.

### Kritiken
Einige Kritiken finden zu It Happens Every Spring geradezu euphorische Worte. Der Film wurde als sehr witzig und unterhaltsam empfunden, und das auf eine zurückhaltende, ruhige Art. Ein Film, der alle überzeugen solle, ob Mann oder Frau, jung oder alt. Überhaupt sei es der beste Baseballfilm, der jemals gedreht wurde, ja sogar einer der besten Sportfilme überhaupt. Lediglich Bosley Crowther von der New York Times kritisierte den Film scharf und fand ihn kaum amüsant, eine Einschätzung, die so klar ansonsten nur Hobbyfilmkritiker wie zum Beispiel Janne Wass teilen, der angesichts der vielen begeisterten Kritiken von dem Film eher enttäuscht war.
Ein Thema in den Kritiken ist die immerhin oscarnominierte Geschichte, die als eher flach eingestuft wird. Neben Crowther findet auch der Rezensent der Variety, dass das Drehbuch mehr aus der Geschichte hätte machen können. Er fügt aber hinzu, dass es trotzdem gut genug war. Crowther dagegen meint, eine nette Idee, ein mehrmals wiederholter Gag reiche nicht aus, um einen Film zu tragen. William R. Weaver von Motion Pictures Daily vertritt dagegen die Meinung, dass der Drehbuchautor, der Regisseur und der Produzent ihre Talente in seltener Effektivität vereinigt haben, um aus der Geschichte einen solchen Film zu machen.
Die schauspielerischen Leistungen werden allgemein als gut eingestuft. Dabei wurden Ray Milland und besonders Paul Douglas hervorgehoben. Selbst Bosley Crowther lobt Paul Douglas, der als einziger die Rolle des Catchers spielen könne. Doch werde selbst Douglas schließlich durch das langweilige und monotone Drehbuch in ein schlechtes Licht gerückt. Jean Peters wird ebenfalls eine gute Leistung zugestanden, doch ihre Rolle gebe nicht viel her. Auch Ed Begley und Ted de Corsia werden gelobt, zudem Ray Collins und Jessie Royce Landis.

### Nominierungen
Bei der Oscarverleihung 1950 waren Valentine Davies und Shirley W. Smith in der Kategorie Beste Originalgeschichte nominiert. Der Oscar ging an Douglas Morrow für den Film The Stratton Story.
Im selben Jahr waren die beiden auch bei den Writers Guild of America Awards in der Kategorie Komödie nominiert. Dieser Preis ging an Joseph L. Mankiewicz für Ein Brief an drei Frauen.

### Einspielergebnis
It Happens Every Spring spielte 1949 in den US-amerikanischen und kanadischen Kinos 1,85 Millionen Dollar ein. Damit belegte der Film in der Varietyliste der erfolgreichsten Filme des Jahres den 58. Platz.

### Folgen
Am 14. April 1950 wurde eine Radiofassung von It Happens Every Spring veröffentlicht, in der Ray Milland seine Rolle aus dem Film sprach.
Nachdem in den 1940er Jahren relativ wenige Baseballfilme gedreht worden waren, löste It Happens Every Spring eine Renaissance dieser Filme aus.